# Sămănătorul
Sămănătorul (Semănătorul, pol. siewca) – rumuński tygodnik literacki ukazujący się w Bukareszcie w okresie od 2 grudnia 1901 r. do 27 czerwca 1910 r.
Od tytułu pisma nazwano sămănătorism, kierunek w literaturze rumuńskiej. Na łamach pisma propagowano idee sămănătorismu, postulując pracę na rzecz oświecenia ludu i zjednoczenia narodu rumuńskiego. Głoszono potrzebę oczyszczenia literatury z obcych naleciałości, postulowano głoszenie pochwał obyczajów przodków i piękna ziemi ojczystej. Twórcy mieli szukać inspiracji w przeszłości Rumunii i na rumuńskiej wsi.
Założycielami „Sămănătorula” byli George Coșbuc i Alexandru Vlahuță, kierujący pismem do 29 grudnia 1902 r. Następnie (do 29 maja 1905 r.) pismem kierował komitet, na czele z Ilariem Chendim. Od 1903 r. z „Sămănătorulem” współpracował Nicolae Iorga, który formalnie przejął kierownictwo pisma 5 czerwca 1905 r. Nadał on pismu bardziej zaangażowaną orientację, a publikacje „Sămănătorulu” zaczęły nabierać charakteru nacjonalistycznego. Iorga zrezygnował z uczestnictwa w redakcji pisma 17 października 1906 r., a kierownictwo tygodnika przejął komitet, w którym byli m.in. Dimitrie Anghel, Ștefan Octavian Iosif, Mihail Sadoveanu. Pisarze ci z kolei opuścili redakcję „Sămănătorula” w ciągu lat 1908–1909. Kierownictwo pisma przejęli następnie: od 21 grudnia 1908 r. do końca 1909 r. prohabsburski polityk i publicysta Aurel Popovici (16.10.1863 – 9.02.1917) i (od stycznia 1910 r. do 27 czerwca 1910 r.) krytyk literacki Ion Scurtu (1889–1922).